# Solanum carduiforme
Solanum carduiforme är en potatisväxtart som beskrevs av Ferdinand von Mueller. Solanum carduiforme ingår i släktet skattor som ingår i familjen potatisväxter. Inga underarter finns listade i Catalogue of Life.